# Imperialismo Ecológico: a expansão biológica da Europa 900-1900
Imperialismo Ecológico: A expansão biológica da Europa 900-1900 é um livro de 1986, escrito por Alfred W. Crosby. O livro conta a história da expansão europeia de um ponto de vista provocante e inovador. Em vez de estudar as batalhas militares ou a agressão cultural, Crosby concentra-se na pouco examinada invasão biológica das novas terras pelo que chama de "biota portátil": o conjunto de animais, vegetais e doenças que embarcaram com os europeus nas caravelas e acabaram por expulsar ou liquidar a flora, a fauna e os habitantes nativos de várias regiões do mundo. Da formação dos diversos continentes aos grandes êxitos do "imperialismo" no século XIX. Crosby descreve como os europeus se espalharam com arrojo pelos mares e continentes.
A obra foi traduzida para diversos países, inclusive para o Brasil, e traz a ideia do intercâmbio de animais, plantas, homens e germes entre o novo e o velho mundo. Em três capítulos ficamos sabendo que armas poderosas os navegadores levavam na bagagem: uma avalanche de seres vivos capaz de transformar o mundo.
A hipótese de Crosby afirma que o sucesso do Imperialismo Europeu teve um componente biológico que alterou o fluxo de matéria e energia dos ecossistemas locais. Essa irrupção, pensando principalmente a introdução de espécies não-nativas, teria resultado assim em uma perda irreversível de biodiversidade em regiões que anteriormente eram autossustentáveis, provocando a destruição do meio-ambiente através da colonização europeia. Essa destruição se dava a partir da introdução de espécies do velho mundo, da fauna e da flora, no meio-ambiente do novo mundo, provocando impactos negativos no ambiente nativo.
Seguindo esse argumento biológico, Crosby vai dizer que a Europa, no momento em que Colombo chegou às Américas, possuía um arsenal de germes capaz de subjugar populações inteiras por conta da disparidade biológica. De forma que os germes do velho mundo, responsáveis por diversas doenças como malária, gripe, varíola, rubéola, dentre outras, foram determinantes para a devastação demográfica do novo mundo.
Como esse problema histórico da enfermidade seria então determinante, de acordo com Crosby, para o extermínio das populações nativas, o imperialismo europeu teria sido, sobretudo, um imperialismo ecológico através da exportação dos patógenos que acometiam os europeus. 